# Ґродзисько (Ґолдапський повіт)
Ґродзисько (пол. Grodzisko, нім. Schloßberg, 1938-45: Heidenberg) — село в Польщі, у гміні Бані Мазурські Ґолдапського повіту Вармінсько-Мазурського воєводства.
Населення — 196 осіб (2011).
У 1975-1998 роках село належало до Сувальського воєводства.

## Демографія
Демографічна структура станом на 31 березня 2011 року:
|          | Загалом | Допрацездатний вік | Працездатний вік | Постпрацездатний вік |
| -------- | ------- | ------------------ | ---------------- | -------------------- |
| Чоловіки | 103     | 18                 | 69               | 16                   |
| Жінки    | 93      | 20                 | 48               | 25                   |
| Разом    | 196     | 38                 | 117              | 41                   |